# Георг Фридрих фон Гогенлоэ-Нойенштайн-Вайкерсхайм
Георг Фридрих, граф фон Гогенлоэ-Нойенштайн-Вайкерсхайм (нем. Georg Friedrich von Hohenlohe-Neuenstein-Weikersheim; 5 сентября 1569, Нойенштайн — 7 июля 1645, Лангенбург) — немецкий дворянин, военный и поэт.

## Биография
Родился 5 сентября 1569 года в Нойенштайне. Старший сын графа Вольфганга цу Гогенлоэ-Лангенбурга (1546—1610), и его жены, графини Магдалены фон Нассау-Дилленбург (1547—1633), младшей дочери графа Вильгельма I Нассау-Дилленбурга (1487—1559) и его второй жены, графини Юлианы фон Штольберг (1506—1580). По отцу — внук графа Людвига Казимира фон Гогенлоэ-Вальденбург-Нойенштайна (1517—1568) и графини Анны фон Сольмс-Лаубах-Лих (1522—1594).
В 1586 году 17-летний Георг Фридрих поступил в Женевский университет, где проучился до 1588 года. Он, вероятно, был последним учеником профессора Франсуа Отмана. Затем он учился во Франции и Италии, где посещал университеты Сиены и Падуи.
После окончания учёбы Георг Фридрих с 1591 года сражался на стороне короля Франции Генриха IV против Католической лиги. В войне против Османской империи в 1595 году он получил звание полковника. В 1605 году он в чине имперского генерал-вахмистра участвовал в подавлении восстания в Венгрии.
В 1607 году граф Георг Фридрих женился на Еве фон Вальдштейн, через брак с которой он приобрел имение Кралики в Восточной Чехии. Благодаря этому браку он вошел в состав чешского дворянства и, следовательно, принял участие в восстании против верховной власти императора Священной Римской империи и короля Чехии Фердинанда II Габсбурга. В звании генерал-лейтенанта он командовал кавалерией в битве против имперской армии на Белой горе (8 ноября 1620 года). В 1621 году император Фердинанд II Габсбург объявил Фридриха V Пфальцского и других лидеров восставших, в том числе графа Георга Фридриха Гогенлоэ-Ноейнштайн-Вайкерсхайма, персонами вне закона.
22 ноября 1621 года князь Людвиг I Ангальт-Кётенский принял графа Георга Фридриха в члены литературного Плодоносного общества.
В 1632 году граф Георг Фридрих был назначен шведским штатгальтером в Швабском округе. Это вызвало гнев императора Священной Римской империи, который приказал конфисковать у него графство Вайкерсхайм. Только после заключения Вестфальского мира в 1648 году Вайкерсхайм был возвращен семьи Гогенлоэ.
В 1637 году Георг Фридрих получил прощение императора, а в 1639 году поселился в Лангенбурге, отказавшись от участия в политической жизни. Там граф Георг Фридрих занимался литературой. Он писал, в основном, молитвы и стихи.
75-летний граф Георг Фридрих Гогенлоэ-Нойенштайн-Вайкерсхайм скончался 7 июля 1645 года в Лангенбурге.

## Браки и дети
25 июня 1607 года Георг Фридрих фон Гогенлоэ-Нойенштайн-Вайкерсхайм женился первым браком в Праге на Еве фон Вальдштейн (ум. 24 мая 1631), вдове Богуслава Иоахима Хасенщайна фон Лобковица (1646—1605), дочери Зденко фон Вальдштейна и Людмилы Маловец. Первый брак был бездетным.
27 августа 1633 года он вторично женился в Вюрцбурге на графине Марии Магдалене фон Эттинген-Эттинген (28 августа 1600 — 29 мая 1636), вдове графа Генриха Вильгельма фон Сольмс-Зонневальде (1583—1631), дочери графа Людвига Эберхарда фон Эттинген-Эттингена (1577—1634) и графини Маргариты фон Эрбах (1576—1635). У супругов была одна дочь:
- Элеонора Магдалена фон Гогенлоэ-Вайкерсхайм (22 марта 1635 — 14 ноября 1657), жена с 25 февраля 1652 года графа Генриха Фридриха фон Гогенлоэ-Лангенбурга (1625—1699).

## Произведения
- Geistliche Psalmen und Kirchengesänge (1648)